# Sociologie de l'entreprise
La sociologie de l'entreprise est une branche de la sociologie qui étudie le milieu de l'entreprise. Cette discipline s’inscrit dans la filiation de la sociologie du travail et de la sociologie des organisations. La sociologie de l’entreprise a émergé entre les années 1980 et 1990.

## Historique de la discipline
Avant le début des années 1980 l’entreprise n’était pas considérée comme un objet d’étude en tant que tel. Elle était avant tout considéré par les observateurs comme le réceptacle des rapports de travail (théorie de la régulation) par la sociologie du travail, puis comme une organisation (l’acteur et le système), c’est-à-dire comme un système de relations de pouvoir entre acteurs.
En 1977 avec « l’Identité au travail », Renaud Sainsaulieu avance une hypothèse « culturelle » du travail. Dans cet ouvrage l’auteur analyse comment il vit l’expérience d’ouvrier d’usine pour éprouver la construction de sa propre identité au travail. Il mobilise ensuite des protocoles d’analyse sociologiques et la psychologiques pour distinguer quatre idéaux-types identitaires au travail : le modèle de "négociation", le modèle de "retrait", le modèle "affinitaire" et le modèle "fusionnel". Il démontre ainsi que les organisations sont des lieux d’apprentissage et de définition de soi,.
Durant les années 1980, l’entreprise apparaissait comme un espace de développement économique, d’innovation organisationnelle et d’expérimentation sociale, que la sociologie de l’entreprise a bénéficié d’un contexte de rapprochement entre les milieux de la recherche, de la formation, des organisations patronales et syndicales pour faire son entrée sur la scène sociale.
En 1986 Renaud Sainsaulieu et Denis Segrestin proposent les fondements d’une théorie de la sociologie de l’entreprise, qui nourrira de nouveaux travaux de recherche et d’intervention.